# Sant Josep (metropolitana di Barcellona)
Sant Josep è una stazione della Linea 8 della metropolitana di Barcellona e delle linee S4, S8, S33, R5 ed R6 della Linea Llobregat-Anoia, operate da  FGC. La stazione è situata sotto l'Avinguda del Carillet nel quartiere di Sant Josep del comune di Hospitalet de Llobregat.
L'attuale stazione è stata inaugurata nel 1985 quando fu interrata la tratta tra questa fermata e Cornellà-Riera.

## Accessi
- Avinguda de la Gran Via